# 甘洛县
甘洛县是中华人民共和国四川省凉山彝族自治州北部所辖的一个县。
1956年置呷洛县，1959年更名为甘洛县。。彝文全称“甲古甘洛”（羅馬化：Jjiepggurx Galo），意为“有呷（甘）家族人聚居的一片陡缓的幽谷坝子”。

## 行政区划
甘洛县下辖9个镇、4个乡：
新市坝镇、田坝镇、海棠镇、吉米镇、斯觉镇、普昌镇、玉田镇、乌史大桥镇、苏雄镇、新茶乡、团结乡、嘎日乡和沙岱乡。

## 人口
甘洛县在2020年中华人民共和国第七次全国人口普查常住人口205991人。境内主要民族为彝族、汉族和尔苏藏族，分别占比约67%、30%和2%。